# Morbio Inferiore
Morbio Inferiore ist eine politische Gemeinde und ein Dorf im Kreis Balerna im Bezirk Mendrisio des Kantons Tessin in der Schweiz.

## Geographie

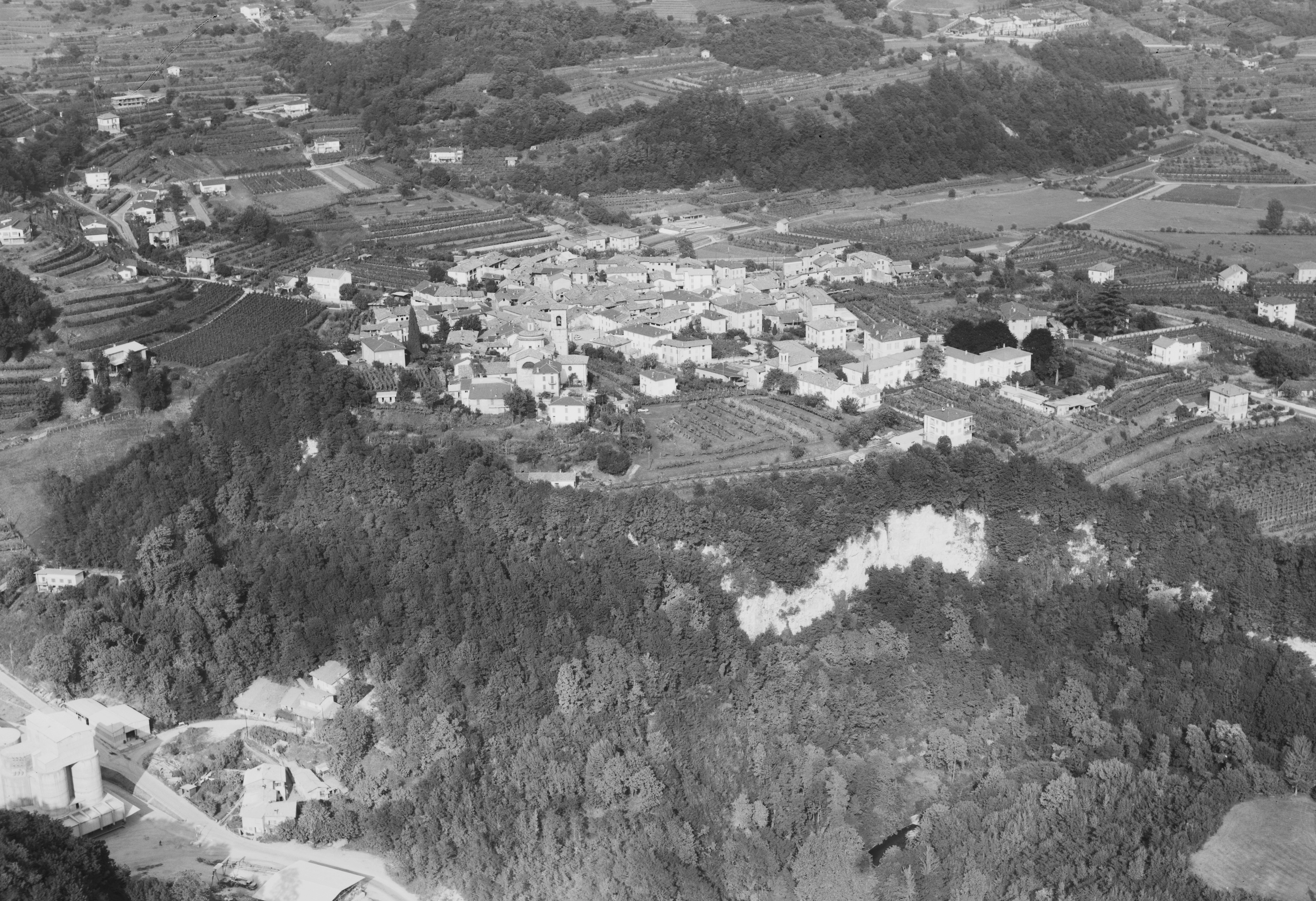
Morbio Inferiore. Historisches Luftbild von Werner Friedli (1964)

Die Gemeinde liegt auf 342 m ü. M. im Mendrisiotto. 
Die Nachbargemeinden sind im Norden Castel San Pietro, Breggia, im Osten Vacallo, im Süden Chiasso und im Westen Balerna.

## Geschichte
Eine erste Erwähnung findet das Dorf im Jahre 1148 unter dem damaligen Namen Morbio Subteriori. In den Jahren 1851, 1913 und 1920 entdeckte man in Morbio Inferiore römische und prähistorische Gräber, 1920 bei Boffalora die Überreste einer römischen Villa und römischer Thermen.

## Gemeindefusion

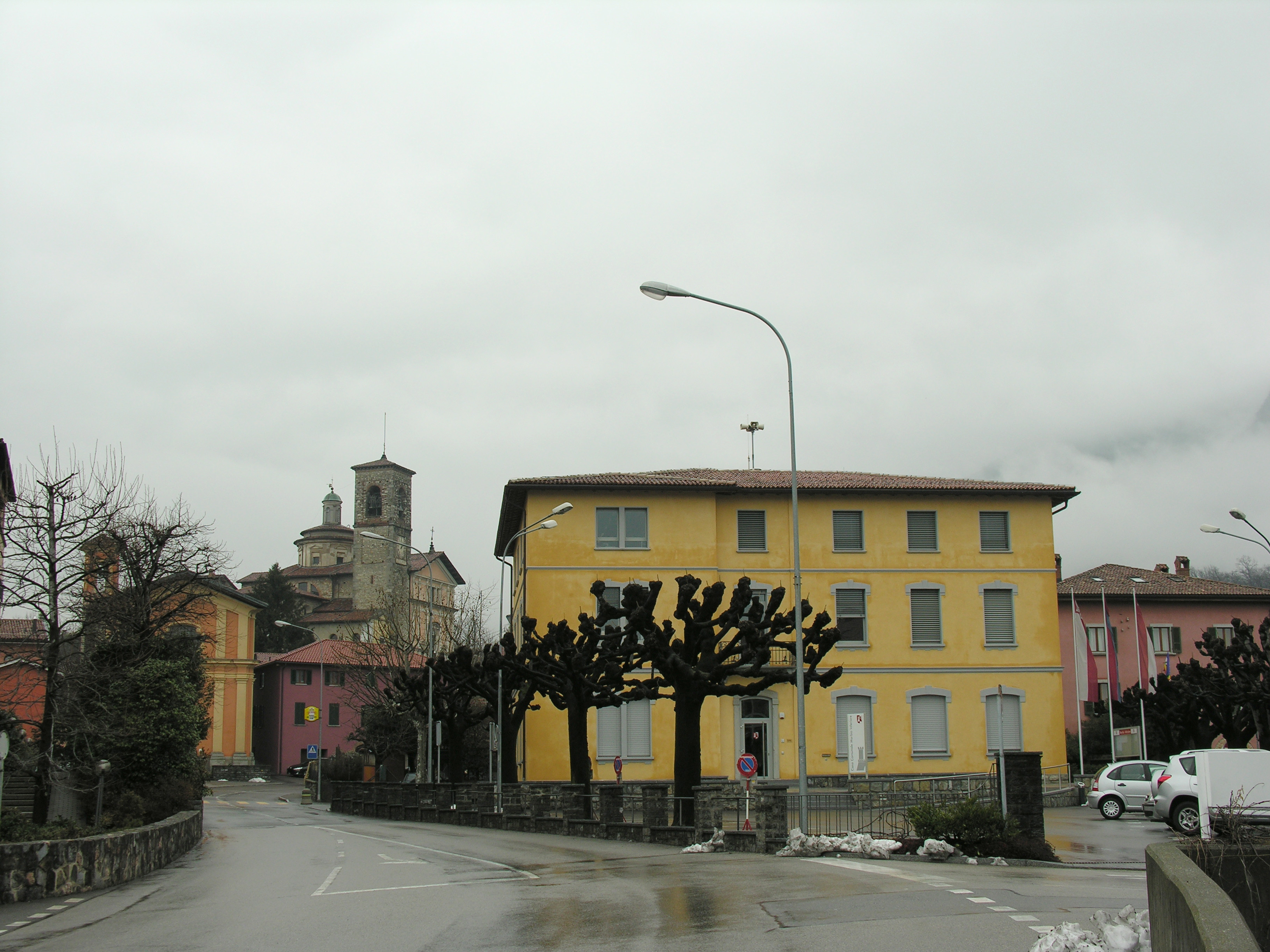
Gemeindehaus

Am 25. November 2007 scheiterte eine Fusionsvorlage in den Gemeinden Chiasso, Morbio Inferiore und Vacallo.

## Bevölkerung
Einwohnerzahlen: Volkszählungsdaten

## Sehenswürdigkeiten

### Sakrale Bauten

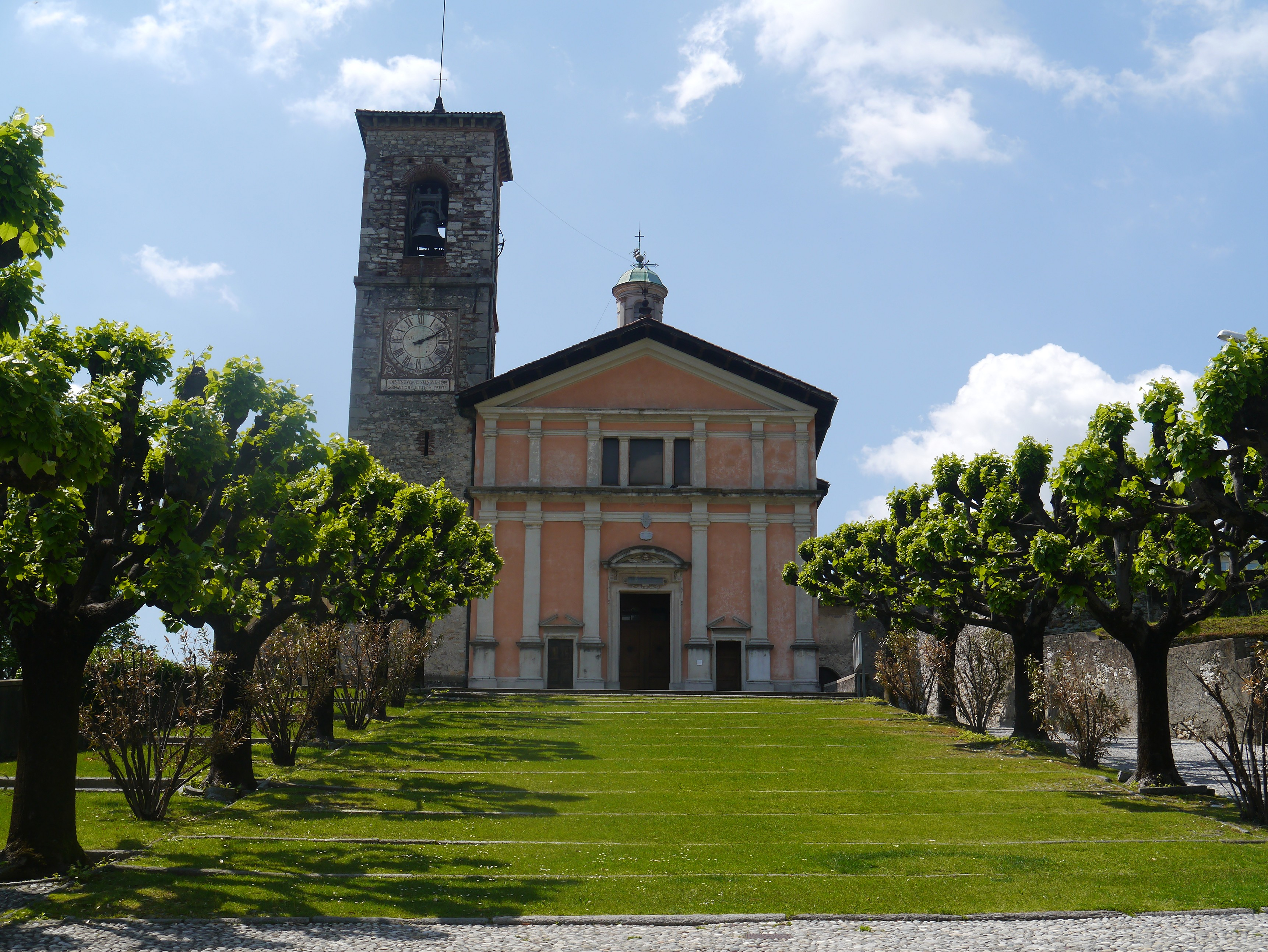
Basilika Santa Maria dei Miracoli

- Hauptsehenswürdigkeit ist die Basilika Santa Maria dei Miracoli[7][8]
- Kirche San Giorgio[8][9]

### Zivilbauten

Tabak-Darre. Historisches Bild von Leo Wehrli (1934)

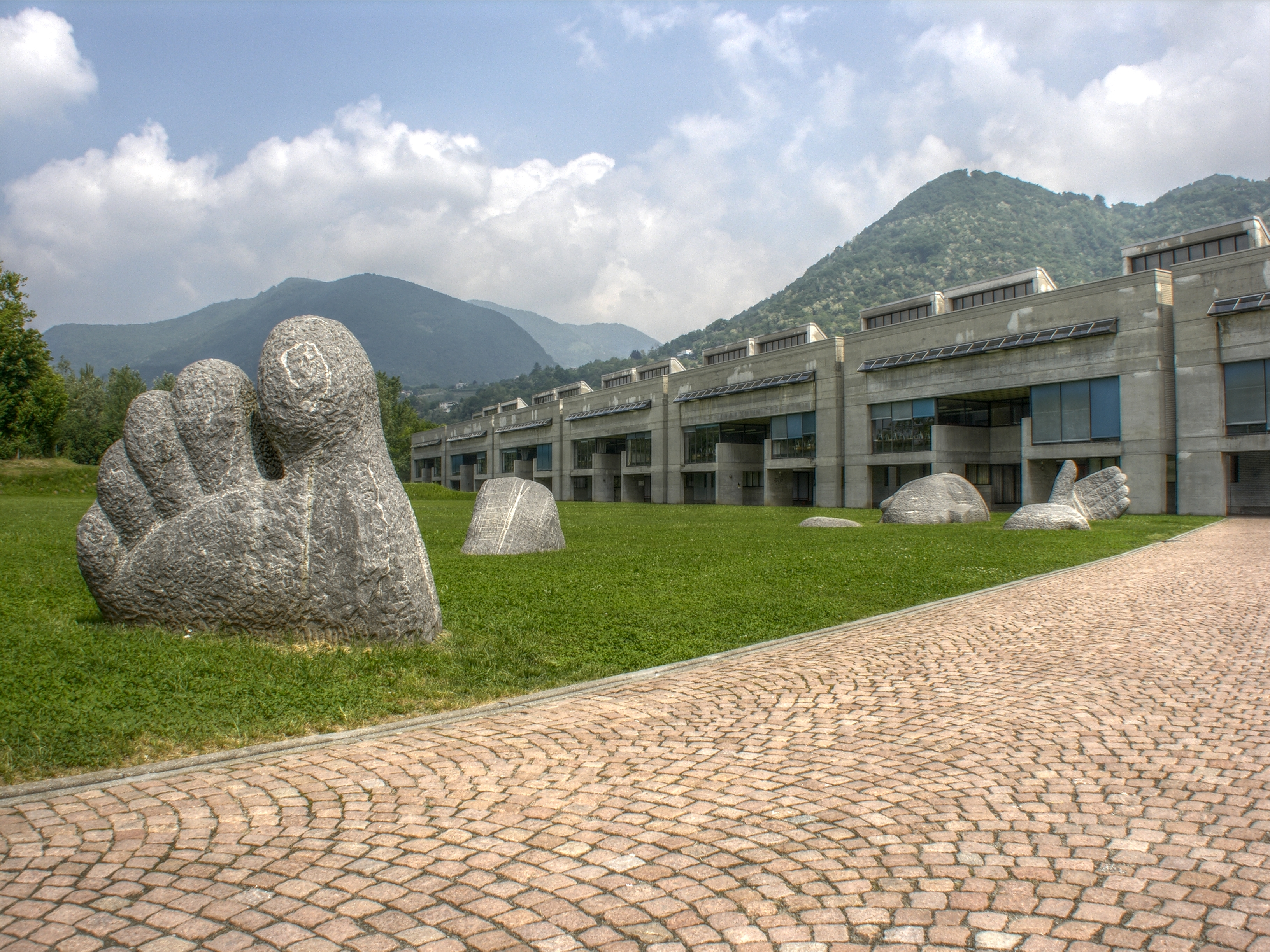
Ja Pierino Selmoni, Gigante

- Mittelschule (1972/1977), Architekt: Mario Botta und Gigante des Bildhauers Pierino Selmoni[8][10]
- Villa Valsangiacomo (archäologische Fundstelle)[8][11][12]

### Sonstiges
- zwei romanische Sarkophage[8]

### Paläontologischer Park
- Naturpark Gole della Breggia[13][14]

## Kultur
- Museum der katholischen Pfarrei[15]
- Corale Santa Maria dei Miracoli[16]
- Civica Filarmonica Morbio Inferiore[17]
- Amici parco della Breggia[18]
- Associazione culturale ArtinScena[19]
- Associazione Settembre Organistico[20]

## Sport
- Società federale di ginnastica (Schweizerischer Turnverband), Sezione Morbio Inferiore[21][22]
- Società di pallavolo Morbio Inferiore[23]
- Società di scopa Mulinello della Breggia[24]